# Breda Libera
Breda Libera è una frazione del comune italiano di Verolanuova, in provincia di Brescia, a soli dieci minuti di auto dal comune di Bassano Bresciano.  

## Storia
Non se ne conoscono le origini che, a giudicare dal nome, sembrerebbero longobarde. Il Bonaglia (1972) ipotizza che la strada che attraversa il centro abitato sia di origine romana. Breda era posta in una posizione strategica, essendo situata a brevissima distanza a meridione di un incrocio fra due strade romane: quella che da Offlaga scende in linea retta da nord verso Verolanuova e verso l'Oglio, e quella che collega trasversalmente la via cremonese con la via quinzanese. Si ipotizza che i Longobardi vi tenessero un allevamento di cavalli e di bestiame, e anche una piccola guarnigione per il controllo sia dell'allevamento sia delle due importanti strade.
Il primo riferimento scritto su Breda è un atto notarile di compravendita del 1197 tra Guelmino, figlio di Ottone, e Alberto Gambara per un piccolo appezzamento di terreno sul quale sarebbe sorto il castello dei Gambara. A quel tempo il paese prende il nome di Breda Gambara in quanto feudo dell'importante famiglia nobiliare bresciana. Le notizie di ordine urbanistico su Breda Gambara sono nulle: esistono atti notarili di divisione dei beni, compravendite, testamenti risalenti agli anni 1371, 1468, 1473, 1504, 1527, 1563, che però non forniscono indicazioni utili all'individuazione topografica dell'abitato. Sulla carta malatestiana del 1408 non compare Breda, anche se già esistente.
Durante l'epoca della Serenissima fu considerata Terra Esente in quanto feudo dei Gambara: gli abitanti del territorio erano servi della gleba. Nell'Elenco dei comuni del Territorio di Brescia del 1679 è citata come comune appartenente alla quadra di Quinzano, per cui si ipotizza che per un certo periodo vi sia stata istituita una municipalità autonoma. Tuttavia nell'Elenco redatto nel 1766 risulta essere nuovamente Terra Esente.
Durante la breve esperienza della Repubblica Bresciana (marzo - novembre 1797) gli abitanti furono affrancati e fu istituito il Comune. Questo mutò nome nell'attuale Breda Libera e, stando alla Legge 1º maggio 1797, fu assegnato al Cantone del Basso Oglio. In tale posizione si mantenne dopo l'ingresso nel Dipartimento del Mella della Repubblica Cisalpina (novembre 1797). Con la riorganizzazione degli enti locali avvenuta grazie alla Legge 13 fiorile anno VI (maggio 1798), l'autonomia municipale fu soppressa e il territorio fu aggregato a quello di Verolanuova.
Il Catasto Napoleonico del 1809 fornisce la prima testimonianza urbanistica su Breda Libera. In esso si possono osservare le regolarità dei confini di Breda Libera: la comunità è delimitata su tutti i lati da strade perpendicolari fra loro. Con l'ingresso delle province lombarde nel Regno di Sardegna (dal 1861, Regno d'Italia) Breda non cambiò molto: le Mappe catastali del Regno d'Italia del 1898 rivelano l'edificazione di due nuove aree: una a sinistra di via della Chiesa e un'altra sotto via degli Abbeveratoi.
Alla fine degli anni sessanta avvenne un altro cambiamento della configurazione urbanistica. In quel periodo, sorse un complesso industriale di dimensioni consistenti all'incrocio tra la strada San Paolo - Cadignano - Manerbio e quella che congiunge Verolanuova con la Strada statale 235 di Orzinuovi.